# Laguna Santa Isabel
A  Laguna Santa Isabel é um lago localizado na Guatemala. Localiza-se no departamento de Izabal, Município de Puerto Barrios.